# Klaus Fried
Klaus Fried (* 1969) ist ein britisch-österreichischer Filmregisseur, Drehbuchautor und Filmeditor. Als Hochschullehrer lehrt er am London College of Communication.

## Karriere
Fried wurde 1969 als Sohn des österreichischen Lyrikers Erich Fried und der Künstlerin Catherine Boswell geboren. Er wuchs in London auf. Die deutschsprachigen Publikationen seines Vaters waren ihm in seiner Jugend fremd.
In den 1980er Jahren begann er in der Filmbranche für Werbung, Musikvideos und Langfilme als Produktionsassistent und Filmeditor zu arbeiten. Seine erste Arbeit als Filmregisseur war Burying the Dead, der 1996 beim London Film Festival gezeigt wurde. Darauf folgte 2002 der Kurzfilm Billy’s Wake und Gone by the Dogs, der 2010 beim Sheffield Docfest ausgezeichnet wurde. Außerdem unterrichtete er als Hochschullehrer Filmproduktion an der Middlesex University und dem London College of Communication. Zuletzt erschien sein Film Room Service, der 2012 bei den Filmfesten von Atlanta, Arizona und New Orleans lief.
Sein neuester Film Friendly Fire eröffnete am 7. Mai 2025 das DOK.fest 2025 in München. Zudem ist er für den Hauptwettbewerb und den DOK.edit Award nominiert. Klaus Fried begibt sich auf eine Spurensuche zu seinem Vater Erich Fried, wobei Freunde und Familienmitglieder zu Wort kommen. Dabei trifft er auch auf Astrid Proll, Mitbegründerin der RAF. Die Filmemacherin Julia Albrecht verantwortete den Schnitt.
Fried gibt an, gegenüber seiner chaotischen Kindheit im Hause seines Vaters mehr Wert auf gemeinsame Zeit mit seinen Kindern zu legen.

## Filmografie (Auswahl)
- 1996: Burying the Dead
- 2002: Billy’s Wake (Kurzfilm, Regie, Schnitt)
- 2007: Gone to the Dogs (Fernsehfilm, Regie)
- 2012: Room Service (Kurzfilm, Regie, Schnitt)
- 2025: Friendly Fire (Regie, Buch)